# 布倫丹·梅爾
布倫丹·梅爾（英語：Brendan Meyer，1994年10月2日—）是一名加拿大演員。他最著名的作品是在兒童節目恐龍智能中飾演Nelson Ort角色。他也出演過多部電影和電視劇。2016年，他出现在网飞出品的电视剧《先见之明》中。

## 外部連結
- 布倫丹·梅爾在互联网电影资料库（IMDb）上的資料（英文）